# Ilex myricoides
Ilex myricoides är en järneksväxtart som beskrevs av Carl Sigismund Kunth. Ilex myricoides ingår i släktet järnekar, och familjen järneksväxter. Inga underarter finns listade i Catalogue of Life.